# Волосовский сельсовет
Волосовский сельсовет — административная единица на территории Толочинского района Витебской области Республики Беларусь. Административный центр — деревня Волосово.

## Состав
Волосовский сельсовет включает 25 населённых пунктов:
- Бук — деревня
- Буторы — деревня
- Волосово — деревня
- Высокий Городец — деревня
- Галаны — деревня
- Дубровино — деревня
- Загатье — деревня
- Запрудье — деревня
- Лесино — деревня
- Литвяки — деревня
- Лозы — деревня
- Мешково — деревня
- Низкий Городец — агрогородок
- Новое Село — деревня
- Новоселки — деревня
- Петраши — деревня
- Раздольная — деревня
- Рафалово — деревня
- Резаны — деревня
- Стуканы — деревня
- Сухачево — деревня
- Харлинцы — деревня
- Хохловка — деревня
- Черноручье — деревня
- Шашеловка — деревня